# Leo Freundlich
Leo Freundlich (23. dubna 1875 Bělá – 12. února 1953 Thônex) byl rakouský a český novinář a politik německé národnosti a židovského původu, na počátku 20. století sociálně demokratický poslanec Říšské rady, v meziválečném období diplomatický zástupce Albánie v Rakousku.

## Biografie
Narodil se v haličské Bělé v židovské rodině. Od mládí byl aktivní v socialistickém hnutí. Působil jako redaktor dělnického tisku v Ústí nad Labem. Zde se seznámil se svou budoucí manželkou Emmy Freundlichovou (1878–1848), dcerou bývalého starosty Ústí Köglera. Vzali se roku 1900 ve Skotsku a přestěhovali se do Šumperku. Oba manželé byli veřejně a politicky aktivní. Podíleli se na založení konzumního družstva. Leo vydával levicový list Volkswacht. Kvůli verbálním útokům na katolickou církev byl po tři týdny vězněn.
Na počátku století se zapojil do celostátní politiky. Ve volbách do Říšské rady roku 1907, konaných poprvé podle všeobecného a rovného volebního práva, získal mandát v Říšské radě (celostátní zákonodárný sbor) za německý volební obvod Morava 16. Usedl do poslanecké frakce Klub německých sociálních demokratů. Profesně se uvádí jako šéfredaktor.
Krátce po svém odchodu z Říšské rady se Leo Freundlich rozvedl s manželkou Emmy, která se pak trvale profilovala jako výrazná osobnost rakouského dělnického hnutí a družstevnictví. V letech 1911–1912 se Leo Freundlich ve Vídni zabýval obsáhle albánskou otázkou. Publikoval soubor analýz o albánském etniku a vyjadřoval se sympaticky k albánským národním aspiracím. Kniha Albaniens Golgatha z roku 1913 pak prezentovala útlak Albánců srbskými jednotkami během balkánské války.
V meziválečném období působil Freundlich ve Vídni jako tiskový tajemník Albánie. Do této funkce si ho vybral Ahmet Zogu. Podílel se dokonce na neúspěšném výběru manželky pro albánského vládce a ve 30. letech lobboval za albánské obchodní zájmy ve střední Evropě. Do srpna roku 1938 žil ve Vídni, ale kvůli stupňující se rasové perzekuci přesídlil do Švýcarska, kde pracoval v albánském zastoupení u Společnosti národů v Ženevě. Zde zůstal i během světové války, kdy žil v chudých poměrech a finančně ho podporovaly jeho dvě dcery, které bydlely v New Yorku. Když se po válce v Albánii ujali moci komunisté, snažil se neúspěšně obrátit na náměstka předsedy vlády Koçi Xoxeho s přáním stát se albánským honorárním konzulem ve Vídni. Zemřel roku 1953 poblíž Ženevy.